# 제 호베르투 (1974년)
조제 호베르투 다 시우바 주니오르(포르투갈어: José Roberto da Silva Júnior, 1974년 7월 6일, 이피랑가 ~ )는 제 호베르투(포르투갈어: Ze Roberto)라는 이름으로 잘 알려진 브라질의 전 축구 선수로, 포지션은 왼쪽 윙백, 미드필더이다.
그는 다재다능한 왼쪽 윙어로, 드리블과 크로스 솜씨를 이용해 공을 잘 다룬다. 그는 브라질 축구 국가대표팀의 일원으로, 1998년 FIFA 월드컵과 2006년 FIFA 월드컵에 출전했다.

## 2006 독일 월드컵
제 호베르투는 1998년 이후 8년만에 두 번째 월드컵에 나가게 되었다. 그는 오스트레일리아와의 조별 리그 2차전에서 상대 선수들의 공격을 차단하고 팀의 2대 0 승리를 이끌고, 가나와의 16강전에서는 팀의 세번째 골을 넣으면서 3대 0 대승을 이끌었다. 이 활약으로 그 두 경기 모두 FIFA가 선정한 공식 맨 오브 더 매치에 선정되었다.

## 수상

### 클럽
- 라리가 : 1996-97
- 수페르코파 데 에스파냐 : 1997
- 분데스리가 : 2002–03, 2004–05, 2005–06, 2007–08
- DFB 포칼 : 2002–03, 2004–05, 2005–06, 2007–08
- DFB 리가포칼 : 2004, 2007
- 파울리스타 주립 리그: 2007
- 카타르 에미르컵 : 2012
- 브라질 전국 리그 : 2016
- 코파 두 브라질 : 2015

### 브라질
- 코파 아메리카 : 우승 (1997, 1999)
- CONCACAF 골드컵 : 준우승 (1996)
- FIFA 컨페더레이션스컵 : 우승 (1997, 2005), 준우승 (1999)
- FIFA 월드컵 : 준우승 (1998)

### 개인
- 키커 분데스리가 올해의 팀 : 2000, 2002, 2008
- 볼라 지 프라타 : 2012, 2014
- 캄페오나투 파울리스타 올해의 팀 : 2015
- 브라질 전국리그 올해의 골 : 2016
- FIFA 월드컵 올스타팀 : 2006
- 2006년 FIFA 월드컵 MoM : vs. 호주 (조별리그), vs. 가나 (16강전)